# Tyrolean Airways
Tyrolean Airways Tiroler Luftfahrt GesmbH este o companie aeriană austriacă având sediul în Innsbruck și baza operativă în Viena. Compania aparține integral de Austrian Airlines și face parte din Austrian Airlines Group. Din anul 2009 compania a fost preluată integral de Deutsche Lufthansa AG odată cu preluarea companiei Austrian Airlines. Începând cu data de 1 iulie 2012 toate zborurile Austrian Airlines se desfășoară sub numele Tyrolean Airways.